# Roman Pillar
Roman Pillar, właśc. Romuald Ludwig Pilar von Pilchau, Роман Александрович Пилляр, ur. 7 lipca 1895 w Wilnie (według innych informacji w Łapach), zm. 2 września 1937 w Moskwie) – funkcjonariusz Czeki/GPU/NKWD, komisarz bezpieczeństwa państwowego II rangi.

## Życiorys
Syn niemieckiego barona i Polki (jego babka była siostrą matki Feliksa Dzierżyńskiego). W latach 1905–1910 uczył się w wileńskim gimnazjum, później w latach 1910-1911 w szkole realnej w Zurychu, a w latach 1911-1917 w gimnazjum w Ahrensburgu. W latach 1914–1917 członek partii mienszewickiej i SDPRR (internacjonalistów). Od marca do sierpnia 1917 sekretarz daniłowskiej rady deputatów chłopskich, od sierpnia do października 1917 uczył się w moskiewskiej szkole wojskowej, później działał w podziemiu, 1918-1919 członek wileńskiego komitetu miejskiego Komunistycznej Partii Litwy i Białorusi i Wileńskiej Rady Delegatów Robotniczych.  W trakcie jej oblężenia przez polską Samoobronę w styczniu 1919 usiłował się zastrzelić, ranny leczył się w szpitalu. Od lutego do kwietnia 1919 członek Prezydium Centralnego Komitetu Wykonawczego Republiki Litewsko-Białoruskiej, od maja 1919 do stycznia 1920 więziony w Wilnie. Od maja 1920 specjalny pełnomocnik Czeki, od października 1920 do lutego 1921 w konspiracji na Górnym Śląsku, od 16 marca do 20 lipca 1921 szef Oddziału 15 Specjalnego Wydziału Specjalnego Czeki, od 1 lipca 1921 do 13 lipca 1922 drugi pomocnik szefa Wydziału Specjalnego Czeki/GPU i pomocnik szefa Wydziału Zagranicznego (INO) Czeki/GPU, od 13 lipca 1922 do 7 grudnia 1925 zastępca szefa Wydziału Kontrwywiadowczego GPU/OGPU ZSRR. Od 28 grudnia 1925 do 20 stycznia 1927 pełnomocny przedstawiciel OGPU Kraju Zachodniego/Kraju Białoruskiego, równocześnie od 28 grudnia 1925 do 8 stycznia 1925 przewodniczący GPU Białoruskiej SRR, od 20 stycznia 1927 do 8 stycznia 1930 pełnomocny przedstawiciel OGPU Białoruskiego Okręgu Wojskowego, w latach 1929-1930 ludowy komisarz spraw wewnętrznych Białoruskiej SRR. Od 8 stycznia 1930 do 27 listopada 1932 pełnomocny przedstawiciel OGPU Kraju Północnokaukaskiego, od 27 listopada 1932 do 10 lipca 1934 pełnomocny przedstawiciel OGPU Środkowej Azji, od 15 lipca do 4 listopada 1934 szef Zarządu NKWD Środkowej Azji, od 10 grudnia 1934 do 16 lutego 1937 szef Zarządu NKWD Kraju Saratowskiego, od 26 listopada 1935 komisarz bezpieczeństwa państwowego II rangi, od 16 lutego do 16 maja 1937 szef Zarządu NKWD obwodu saratowskiego.
16 maja 1937 aresztowany, 2 września 1937 skazany na śmierć i rozstrzelany. 4 lipca 1957 pośmiertnie zrehabilitowany.

## Odznaczenia
- Order Czerwonego Sztandaru (5 września 1924)
- Odznaka "Honorowy Funkcjonariusz Czeki/GPU (V)" (1922)
- Odznaka "Honorowy Funkcjonariusz Czeki/GPU (XV)" (20 grudnia 1932)